# كيريان رودريغيز
كيريان رودريغيز كونسيبسيون (بالإسبانية: Kirian Rodríguez Concepción؛ مواليد 5 مارس 1996) هو لاعب كرة قدم إسباني محترف يلعب كلاعب وسط مع نادي لاس بالماس في الدوري الإسباني.

## الإنجازات
الفردية
- لاعب الشهر في الدوري الإسباني: يناير 2024[1]
- لعبة الشهر في الدوري الاسباني: نوفمبر 2023 (مع ألبرتو موليرو)

## وصلات خارجية
- كيريان رودريغيز على موقع قاعدة بيانات كرة القدم.إي يو (الإنجليزية)
- كيريان رودريغيز على موقع ليكيب (الفرنسية)
- كيريان رودريغيز على موقع Soccerway.com (الإنجليزية)